# Asplenium congestum
Asplenium congestum är en svartbräkenväxtart som beskrevs av Carl Frederik Albert Christensen. Asplenium congestum ingår i släktet Asplenium och familjen Aspleniaceae. Inga underarter finns listade.